# Ehrendivision 1934/35
Die Ehrendivision 1934/35 war die 25. Spielzeit der höchsten luxemburgischen Fußballliga.
Titelverteidiger Spora Luxemburg gewann zum fünften Mal die Meisterschaft. In dieser Saison gab es nur einen Absteiger, da die Liga in der Folgesaison auf zehn Klubs erhöht wurde.

## Abschlusstabelle
| Pl. | Verein                    | Sp. | S | U | N | Tore    | Quote | Punkte |
| --- | ------------------------- | --- | - | - | - | ------- | ----- | ------ |
| 1.  | Spora Luxemburg (M)       | 14  | 9 | 2 | 3 | 033:150 | 2,20  | 20:80  |
| 2.  | Red Boys Differdingen     | 14  | 8 | 1 | 5 | 040:270 | 1,48  | 17:11  |
| 3.  | Jeunesse Esch (P)         | 14  | 6 | 2 | 6 | 027:240 | 1,13  | 14:14  |
| 4.  | US Düdelingen             | 14  | 6 | 2 | 6 | 035:400 | 0,88  | 14:14  |
| 5.  | Red Black Pfaffenthal (N) | 14  | 4 | 5 | 5 | 021:230 | 0,91  | 13:15  |
| 6.  | Union Luxemburg           | 14  | 5 | 3 | 6 | 027:310 | 0,87  | 13:15  |
| 7.  | FC Aris Bonneweg (N)      | 14  | 5 | 1 | 8 | 027:390 | 0,69  | 11:17  |
| 8.  | Progrès Niederkorn        | 14  | 4 | 2 | 8 | 020:310 | 0,65  | 10:18  |

| (M) | amtierender Meister               |
| (P) | amtierender Pokalsieger           |
| (N) | Neuaufsteiger aus der 1. Division |

### Kreuztabelle
| 1934/35               | Spora Luxemburg | Red Boys Differdingen | JEU | US Düdelingen | RBP | Union Luxemburg | ARI | Progrès Niederkorn |
| --------------------- | --------------- | --------------------- | --- | ------------- | --- | --------------- | --- | ------------------ |
| Spora Luxemburg       |                 | 2:2                   | 4:1 | 3:1           | 1:2 | 3:2             | 6:1 | 4:0                |
| Red Boys Differdingen | 1:3             |                       | 4:1 | 1:5           | 2:1 | 5:2             | 3:0 | 1:2                |
| Jeunesse Esch         | 0:0             | 2:0                   |     | 7:1           | 2:0 | 1:2             | 4:2 | 3:1                |
| US Düdelingen         | 2:1             | 2:8                   | 4:3 |               | 1:1 | 6:1             | 2:3 | 3:0                |
| Red Black Pfaffenthal | 0:1             | 3:4                   | 1:1 | 4:1           |     | 0:0             | 4:1 | 2:1                |
| Union Luxemburg       | 1:0             | 3:1                   | 1:2 | 1:3           | 2:2 |                 | 5:1 | 2:2                |
| FC Aris Bonneweg      | 2:3             | 0:4                   | 2:0 | 2:2           | 5:0 | 2:4             |     | 3:1                |
| Progrès Niederkorn    | 0:2             | 1:4                   | 2:0 | 5:2           | 1:1 | 3:1             | 1:3 |                    |